# Пирназаров, Аман
Аман Пирназаров (1907 год, кишлак Хысрав — март 1970 года) — председатель колхоза имени Менжинского Каахкинского района Ашхабадской области, Туркменская ССР. Герой Социалистического Труда (1948). Депутат Верховного Совета Туркменской ССР.

## Биография
Родился в 1907 году в бедной семье в кишлаке Хысрав.
Трудовую деятельность начал в 1919 году. С 1926 по 1928 года служил в кавалерийской дивизии Красной Армии. С 1928 года — председатель Хысравского сельского совета. Член ВКП(б) с 1931 года. С 1932 года — бригадир в колхозе «Коммунист», с 1936 году — член правления в этом же колхозе. В 1937 году избран председателем исполкома Каахкинского районного Совета народных депутатов. С 1944 года — председатель колхоза имени Менжинского Каахкинского района.
Вывел колхоз в число передовых сельскохозяйственных предприятий Ашхабадской области. В 1947 году колхоз сдал государству высокий хлопка-сырца. Указом Президиума Верховного Совета СССР от 5 апреля 1948 года «за получение высоких урожаев хлопка при выполнении колхозом обязательных поставок и натуроплаты за работу МТС в 1947 году и обеспеченности семенами зерновых культур для весеннего сева 1948 года» удостоен звания Героя Социалистического Труда с вручением Ордена Ленина и золотой медали Серп и Молот (№ 1740).
В годы Четвёртой пятилетки (1946—1950) колхоз имени Менжинского соревновался с соседним колхозом имени Жданова Каахкинского района, которым руководил Атанепес Ханов. Труженики колхоза имени Менжинского под руководством Амана Пирназарова досрочно выполнили задания Четвёртой пятилетки и заняли первое место в социалистическом соревновании по Каахкинскому району.
Избирался депутатом Верховного Совета Туркменской ССР.
Возглавлял колхоз до выхода на пенсию в 1962 году. Персональный пенсионер союзного значения.
Скончался в марте 1970 года.
Награды
- Герой Социалистического Труда
- Орден Ленина
- Орден «Знак Почёта»
- Медаль «За доблестный труд в Великой Отечественной войне 1941—1945 гг.»